# Danh sách vận động viên quần vợt số một đôi ATP

## Các vận động viên đôi số 1 thế giới

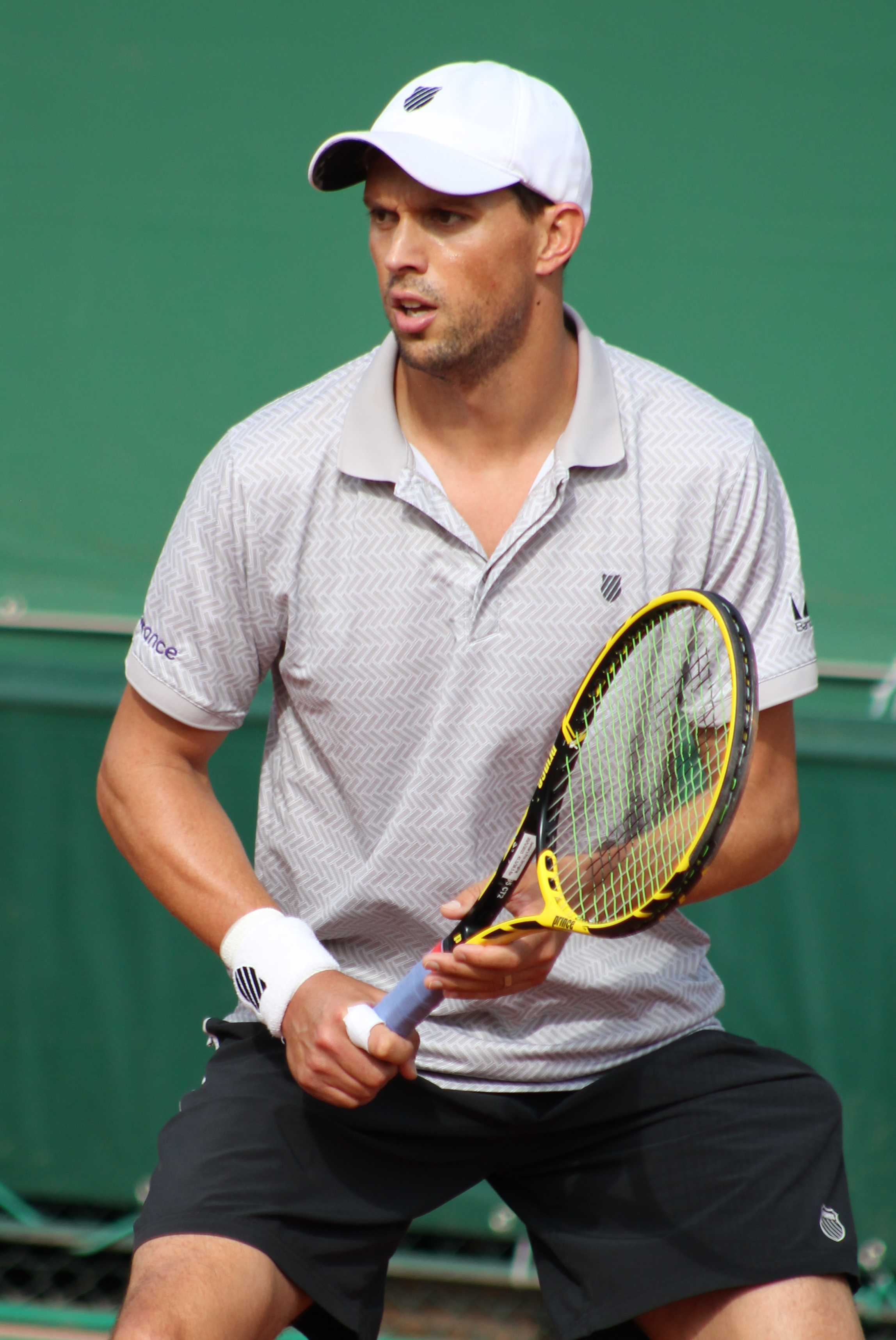
Mike Bryan, vận động viên đôi số 1 hiện tại.

Bảng dưới đây từ ATP. Bảng xếp hạng đôi bắt đầu vào ngày 1 tháng 3 năm 1976.
| #     | Quốc gia  | Tay vợt                                | Ngày bắt đầu         | Ngày kết thúc            | Số tuần | Tổng số |
| ----- | --------- | -------------------------------------- | -------------------- | ------------------------ | ------- | ------- |
| 1     | RSA       | Bob Hewitt (1)                         | 1 tháng 3 năm 1976   | 11 tháng 4 năm 1976      | 6       | 6       |
| 2     | MEX       | Raúl Ramírez (1)                       | 12 tháng 4 năm 1976  | 24 tháng 4 năm 1977      | 54      | 54      |
| 3     | RSA       | Frew McMillan (1)                      | 25 tháng 4 năm 1977  | 22 tháng 5 năm 1977      | 4       | 4       |
|       | MEX       | Raúl Ramírez (2)                       | 23 tháng 5 năm 1977  | 3 tháng 7 năm 1977       | 6       | 60      |
|       | RSA       | Frew McMillan (2)                      | 4 tháng 7 năm 1977   | 10 tháng 7 năm 1977      | 1       | 5       |
|       | MEX       | Raúl Ramírez (3)                       | 11 tháng 7 năm 1977  | 24 tháng 7 năm 1977      | 2       | 62      |
|       | RSA       | Frew McMillan (3)                      | 25 tháng 7 năm 1977  | 4 tháng 2 năm 1979       | 80      | 85      |
| 4     | NED       | Tom Okker (1)                          | 5 tháng 2 năm 1979   | 22 tháng 4 năm 1979      | 11      | 11      |
| 5     | USA       | John McEnroe (1)                       | 23 tháng 4 năm 1979  | 1 tháng 3 năm 1981       | 97      | 97      |
| 6     | USA       | Stan Smith (1)                         | 2 tháng 3 năm 1981   | 26 tháng 4 năm 1981      | 8       | 8       |
|       | USA       | John McEnroe (2)                       | 27 tháng 4 năm 1981  | 24 tháng 5 năm 1981      | 4       | 101     |
| 7     | AUS       | Paul McNamee (1)                       | 25 tháng 5 năm 1981  | 14 tháng 6 năm 1981      | 3       | 3       |
|       | USA       | John McEnroe (3)                       | 15 tháng 6 năm 1981  | 31 tháng 1 năm 1982      | 33      | 134     |
| 8     | USA       | Peter Fleming (1)                      | 1 tháng 2 năm 1982   | 21 tháng 2 năm 1982      | 3       | 3       |
|       | USA       | John McEnroe (4)                       | 22 tháng 2 năm 1982  | 18 tháng 3 năm 1984      | 108     | 242     |
|       | USA       | Peter Fleming (2)                      | 19 tháng 3 năm 1984  | 25 tháng 3 năm 1984      | 1       | 4       |
|       | USA       | John McEnroe (5)                       | 26 tháng 3 năm 1984  | 10 tháng 6 năm 1984      | 11      | 253     |
|       | USA       | Peter Fleming (3)                      | 11 tháng 6 năm 1984  | 5 tháng 8 năm 1984       | 8       | 12      |
|       | USA       | John McEnroe (6)                       | 6 tháng 8 năm 1984   | 12 tháng 8 năm 1984      | 1       | 254     |
|       | USA       | Peter Fleming (4)                      | 13 tháng 8 năm 1984  | 16 tháng 9 năm 1984      | 5       | 17      |
|       | USA       | John McEnroe (7)                       | 17 tháng 9 năm 1984  | 16 tháng 12 năm 1984     | 13      | 267     |
| 9     | TCH       | Tomáš Šmíd (1)                         | 17 tháng 12 năm 1984 | 11 tháng 8 năm 1985      | 34      | 34      |
| 10    | SWE       | Anders Järryd (1)                      | 12 tháng 8 năm 1985  | 8 tháng 9 năm 1985       | 4       | 4       |
| 11    | USA       | Robert Seguso (1)                      | 9 tháng 9 năm 1985   | 15 tháng 9 năm 1985      | 1       | 1       |
|       | SWE       | Anders Järryd (2)                      | 16 tháng 9 năm 1985  | 29 tháng 9 năm 1985      | 2       | 6       |
|       | USA       | Robert Seguso (2)                      | 30 tháng 9 năm 1985  | 13 tháng 10 năm 1985     | 2       | 3       |
| 12    | USA       | Ken Flach (1)                          | 14 tháng 10 năm 1985 | 20 tháng 10 năm 1985     | 1       | 1       |
|       | USA       | Robert Seguso (3)                      | 21 tháng 10 năm 1985 | 15 tháng 12 năm 1985     | 8       | 11      |
|       | USA       | Ken Flach (2)                          | 16 tháng 12 năm 1985 | 22 tháng 12 năm 1985     | 1       | 2       |
|       | USA       | Robert Seguso (4)                      | 23 tháng 12 năm 1985 | 2 tháng 2 năm 1986       | 6       | 17      |
|       | SWE       | Anders Järryd (3)                      | 3 tháng 2 năm 1986   | 9 tháng 2 năm 1986       | 1       | 7       |
|       | USA       | Robert Seguso (5)                      | 10 tháng 2 năm 1986  | 23 tháng 2 năm 1986      | 2       | 19      |
|       | SWE       | Anders Järryd (4)                      | 24 tháng 2 năm 1986  | 16 tháng 3 năm 1986      | 3       | 10      |
|       | USA       | Robert Seguso (6)                      | 17 tháng 3 năm 1986  | 23 tháng 3 năm 1986      | 1       | 20      |
|       | SWE       | Anders Järryd (5)                      | 24 tháng 3 năm 1986  | 30 tháng 3 năm 1986      | 1       | 11      |
|       | USA       | Robert Seguso (7)                      | 31 tháng 3 năm 1986  | 18 tháng 5 năm 1986      | 7       | 27      |
|       | USA       | Ken Flach (3)                          | 19 tháng 5 năm 1986  | 8 tháng 6 năm 1986       | 3       | 5       |
| 13    | SWE       | Stefan Edberg (1)                      | 9 tháng 6 năm 1986   | 24 tháng 8 năm 1986      | 11      | 11      |
| 14    | FRA       | Yannick Noah (1)                       | 25 tháng 8 năm 1986  | 7 tháng 9 năm 1986       | 2       | 2       |
| 15    | YUG       | Slobodan Živojinović (1)               | 8 tháng 9 năm 1986   | 14 tháng 9 năm 1986      | 1       | 1       |
| 16    | ECU       | Andrés Gómez (1)                       | 15 tháng 9 năm 1986  | 21 tháng 9 năm 1986      | 1       | 1       |
|       | YUG       | Slobodan Živojinović (2)               | 22 tháng 9 năm 1986  | 19 tháng 10 năm 1986     | 4       | 5       |
|       | ECU       | Andrés Gómez (2)                       | 20 tháng 10 năm 1986 | 9 tháng 11 năm 1986      | 3       | 4       |
|       | YUG       | Slobodan Živojinović (3)               | 10 tháng 11 năm 1986 | 23 tháng 11 năm 1986     | 2       | 7       |
|       | ECU       | Andrés Gómez (3)                       | 24 tháng 11 năm 1986 | 25 tháng 1 năm 1987      | 9       | 13      |
|       | SWE       | Stefan Edberg (2)                      | 26 tháng 1 năm 1987  | 22 tháng 2 năm 1987      | 4       | 15      |
|       | FRA       | Yannick Noah (2)                       | 23 tháng 2 năm 1987  | 19 tháng 4 năm 1987      | 8       | 10      |
|       | SWE       | Anders Järryd (6)                      | 20 tháng 4 năm 1987  | 10 tháng 5 năm 1987      | 3       | 14      |
|       | FRA       | Yannick Noah (3)                       | 11 tháng 5 năm 1987  | 5 tháng 7 năm 1987       | 8       | 18      |
|       | SWE       | Anders Järryd (7)                      | 6 tháng 7 năm 1987   | 9 tháng 8 năm 1987       | 5       | 19      |
|       | USA       | Robert Seguso (8)                      | 10 tháng 8 năm 1987  | 16 tháng 8 năm 1987      | 1       | 28      |
|       | FRA       | Yannick Noah (4)                       | 17 tháng 8 năm 1987  | 23 tháng 8 năm 1987      | 1       | 19      |
|       | USA       | Robert Seguso (9)                      | 24 tháng 8 năm 1987  | 27 tháng 3 năm 1988      | 31      | 59      |
|       | SWE       | Anders Järryd (8)                      | 28 tháng 3 năm 1988  | 17 tháng 4 năm 1988      | 3       | 22      |
|       | USA       | Robert Seguso (10)                     | 18 tháng 4 năm 1988  | 8 tháng 5 năm 1988       | 3       | 62      |
|       | SWE       | Anders Järryd (9)                      | 9 tháng 5 năm 1988   | 2 tháng 4 năm 1989       | 47      | 69      |
| 17    | ESP       | Emilio Sánchez (1)                     | 3 tháng 4 năm 1989   | 16 tháng 4 năm 1989      | 2       | 2       |
|       | SWE       | Anders Järryd (10)                     | 17 tháng 4 năm 1989  | 14 tháng 5 năm 1989      | 4       | 73      |
|       | ESP       | Emilio Sánchez (2)                     | 15 tháng 5 năm 1989  | 11 tháng 6 năm 1989      | 4       | 6       |
| 18    | USA       | Jim Grabb (1)                          | 12 tháng 6 năm 1989  | 18 tháng 6 năm 1989      | 1       | 1       |
| 19    | USA       | Jim Pugh (1)                           | 19 tháng 6 năm 1989  | 10 tháng 9 năm 1989      | 12      | 12      |
|       | USA       | John McEnroe (8)                       | 11 tháng 9 năm 1989  | 24 tháng 9 năm 1989      | 2       | 269     |
|       | SWE       | Anders Järryd (11)                     | 25 tháng 9 năm 1989  | 28 tháng 1 năm 1990      | 18      | 91      |
| 20    | RSA       | Danie Visser (1)                       | 29 tháng 1 năm 1990  | 25 tháng 3 năm 1990      | 8       | 8       |
| 21    | USA       | Rick Leach (1)                         | 26 tháng 3 năm 1990  | 27 tháng 5 năm 1990      | 9       | 9       |
|       | USA       | Jim Pugh (2)                           | 28 tháng 5 năm 1990  | 22 tháng 7 năm 1990      | 8       | 20      |
| 22    | RSA · RSA | Pieter Aldrich (1) Danie Visser (2)    | 23 tháng 7 năm 1990  | 12 tháng 8 năm 1990      | 3       | 3 11    |
|       | USA       | Jim Pugh (3)                           | 13 tháng 8 năm 1990  | 9 tháng 9 năm 1990       | 4       | 24      |
|       | RSA · RSA | Pieter Aldrich (2) Danie Visser (3)    | 10 tháng 9 năm 1990  | 4 tháng 11 năm 1990      | 8       | 11 19   |
|       | USA       | Jim Pugh (4)                           | 5 tháng 11 năm 1990  | 11 tháng 11 năm 1990     | 1       | 25      |
|       | RSA · RSA | Pieter Aldrich (3) Danie Visser (4)    | 12 tháng 11 năm 1990 | 18 tháng 11 năm 1990     | 1       | 12 20   |
|       | USA       | Jim Pugh (5)                           | 19 tháng 11 năm 1990 | 25 tháng 11 năm 1990     | 1       | 26      |
|       | RSA · RSA | Pieter Aldrich (4) Danie Visser (5)    | 26 tháng 11 năm 1990 | 13 tháng 1 năm 1991      | 7       | 19 27   |
| 23    | USA       | David Pate (1)                         | 14 tháng 1 năm 1991  | 7 tháng 7 năm 1991       | 25      | 25      |
| 24    | AUS       | John Fitzgerald (1)                    | 8 tháng 7 năm 1991   | 23 tháng 2 năm 1992      | 33      | 33      |
|       | SWE       | Anders Järryd (12)                     | 24 tháng 2 năm 1992  | 1 tháng 3 năm 1992       | 1       | 92      |
|       | AUS       | John Fitzgerald (2)                    | 2 tháng 3 năm 1992   | 8 tháng 3 năm 1992       | 1       | 34      |
|       | SWE       | Anders Järryd (13)                     | 9 tháng 3 năm 1992   | 3 tháng 5 năm 1992       | 8       | 100     |
|       | AUS       | John Fitzgerald (3)                    | 4 tháng 5 năm 1992   | 14 tháng 6 năm 1992      | 6       | 40      |
|       | SWE       | Anders Järryd (14)                     | 15 tháng 6 năm 1992  | 5 tháng 7 năm 1992       | 3       | 103     |
| 25    | AUS       | Todd Woodbridge (1)                    | 6 tháng 7 năm 1992   | 19 tháng 7 năm 1992      | 2       | 2       |
|       | SWE       | Anders Järryd (15)                     | 20 tháng 7 năm 1992  | 16 tháng 8 năm 1992      | 4       | 107     |
|       | AUS       | Todd Woodbridge (2)                    | 17 tháng 8 năm 1992  | 13 tháng 9 năm 1992      | 4       | 6       |
|       | USA       | Jim Grabb (2)                          | 14 tháng 9 năm 1992  | 11 tháng 10 năm 1992     | 4       | 5       |
| 26    | USA       | Kelly Jones (1)                        | 12 tháng 10 năm 1992 | 18 tháng 10 năm 1992     | 1       | 1       |
|       | USA       | Jim Grabb (3)                          | 19 tháng 10 năm 1992 | 1 tháng 11 năm 1992      | 2       | 7       |
|       | AUS       | Todd Woodbridge (3)                    | 2 tháng 11 năm 1992  | 15 tháng 11 năm 1992     | 2       | 8       |
| 27    | AUS       | Mark Woodforde (1)                     | 16 tháng 11 năm 1992 | 31 tháng 3 năm 1993      | 11      | 11      |
| 28    | USA       | Richey Reneberg (1)                    | 1 tháng 2 năm 1993   | 7 tháng 3 năm 1993       | 5       | 5       |
|       | USA       | Jim Grabb (4)                          | 8 tháng 3 năm 1993   | 18 tháng 4 năm 1993      | 6       | 13      |
|       | USA       | Richey Reneberg (2)                    | 19 tháng 4 năm 1993  | 13 tháng 6 năm 1993      | 8       | 13      |
|       | AUS       | Todd Woodbridge (4)                    | 14 tháng 6 năm 1993  | 17 tháng 10 năm 1993     | 18      | 26      |
| 29    | USA       | Patrick Galbraith (1)                  | 18 tháng 10 năm 1993 | 7 tháng 11 năm 1993      | 3       | 3       |
|       | AUS       | Todd Woodbridge (5)                    | 8 tháng 11 năm 1993  | 14 tháng 11 năm 1993     | 1       | 27      |
| 30    | CAN       | Grant Connell (1)                      | 15 tháng 11 năm 1993 | 30 tháng 1 năm 1994      | 11      | 11      |
| 31    | NED       | Paul Haarhuis (1)                      | 31 tháng 1 năm 1994  | 13 tháng 2 năm 1994      | 2       | 2       |
| 32    | ZIM       | Byron Black (1)                        | 14 tháng 2 năm 1994  | 20 tháng 2 năm 1994      | 1       | 1       |
|       | NED       | Paul Haarhuis (2)                      | 21 tháng 2 năm 1994  | 6 tháng 3 năm 1994       | 2       | 4       |
|       | CAN       | Grant Connell (2)                      | 7 tháng 3 năm 1994   | 20 tháng 3 năm 1994      | 2       | 13      |
|       | NED       | Paul Haarhuis (3)                      | 21 tháng 3 năm 1994  | 8 tháng 5 năm 1994       | 7       | 11      |
|       | CAN       | Grant Connell (3)                      | 9 tháng 5 năm 1994   | 5 tháng 6 năm 1994       | 4       | 17      |
|       | ZIM       | Byron Black (2)                        | 6 tháng 6 năm 1994   | 24 tháng 7 năm 1994      | 7       | 8       |
|       | USA       | Patrick Galbraith (2)                  | 25 tháng 7 năm 1994  | 31 tháng 7 năm 1994      | 1       | 4       |
| 33    | USA       | Jonathan Stark (1)                     | 1 tháng 8 năm 1994   | 11 tháng 9 năm 1994      | 6       | 6       |
|       | NED       | Paul Haarhuis (4)                      | 12 tháng 9 năm 1994  | 15 tháng 1 năm 1995      | 18      | 29      |
| 34    | NED · NED | Paul Haarhuis (4) Jacco Eltingh (1)    | 16 tháng 1 năm 1995  | 12 tháng 2 năm 1995      | 4       | 33 4    |
|       | NED       | Paul Haarhuis (4)                      | 13 tháng 2 năm 1995  | 2 tháng 4 năm 1995       | 7       | 40      |
|       | AUS       | Mark Woodforde (2)                     | 3 tháng 4 năm 1995   | 11 tháng 6 năm 1995      | 10      | 21      |
|       | NED · NED | Paul Haarhuis(5) Jacco Eltingh (2)     | 12 tháng 6 năm 1995  | 10 tháng 9 năm 1995      | 13      | 53 17   |
|       | AUS       | Todd Woodbridge (6)                    | 11 tháng 9 năm 1995  | 29 tháng 10 năm 1995     | 7       | 34      |
|       | NED · NED | Jacco Eltingh (3) Paul Haarhuis (6)    | 30 tháng 10 năm 1995 | 5 tháng 11 năm 1995      | 1       | 18 54   |
|       | AUS       | Todd Woodbridge (7)                    | 6 tháng 11 năm 1995  | 13 tháng 10 năm 1996     | 49      | 83      |
|       | AUS · AUS | Todd Woodbridge (7) Mark Woodforde (3) | 14 tháng 10 năm 1996 | 12 tháng 10 năm 1997     | 52      | 134 73  |
|       | AUS       | Todd Woodbridge (7)                    | 13 tháng 10 năm 1997 | 29 tháng 3 năm 1998      | 24      | 159     |
|       | NED       | Jacco Eltingh (4)                      | 30 tháng 3 năm 1998  | 31 tháng 1 năm 1999      | 44      | 62      |
|       | NED       | Paul Haarhuis (7)                      | 1 tháng 2 năm 1999   | 25 tháng 4 năm 1999      | 12      | 66      |
| 35    | IND       | Mahesh Bhupathi (1)                    | 26 tháng 4 năm 1999  | 9 tháng 5 năm 1999       | 2       | 2       |
|       | NED       | Paul Haarhuis (8)                      | 10 tháng 5 năm 1999  | 6 tháng 6 năm 1999       | 4       | 70      |
|       | IND       | Mahesh Bhupathi (2)                    | 7 tháng 6 năm 1999   | 20 tháng 6 năm 1999      | 2       | 4       |
| 36    | IND       | Leander Paes (1)                       | 21 tháng 6 năm 1999  | 19 tháng 3 năm 2000      | 39      | 39      |
| 37    | USA       | Jared Palmer (1)                       | 20 tháng 3 năm 2000  | 7 tháng 5 năm 2000       | 7       | 7       |
| 38    | USA       | Alex O'Brien (1)                       | 8 tháng 5 năm 2000   | 11 tháng 6 năm 2000      | 5       | 5       |
|       | AUS       | Todd Woodbridge (8)                    | 12 tháng 6 năm 2000  | 29 tháng 10 năm 2000     | 20      | 179     |
|       | AUS       | Mark Woodforde (4)                     | 30 tháng 10 năm 2000 | 7 tháng 1 năm 2001       | 10      | 83      |
|       | AUS       | Todd Woodbridge (9)                    | 8 tháng 1 năm 2001   | 8 tháng 7 năm 2001       | 26      | 205     |
| 39    | SWE       | Jonas Björkman (1)                     | 9 tháng 7 năm 2001   | 27 tháng 1 năm 2002      | 29      | 29      |
| 40    | USA       | Donald Johnson (1)                     | 28 tháng 1 năm 2002  | 14 tháng 4 năm 2002      | 11      | 11      |
|       | USA · USA | Donald Johnson (1) Jared Palmer (2)    | 15 tháng 4 năm 2002  | 12 tháng 5 năm 2002      | 4       | 15 11   |
|       | USA       | Jared Palmer (2)                       | 13 tháng 5 năm 2002  | 19 tháng 5 năm 2002      | 1       | 12      |
|       | USA · USA | Jared Palmer (2) Donald Johnson (2)    | 20 tháng 5 năm 2002  | 23 tháng 6 năm 2002      | 5       | 17 20   |
| 41    | BAH       | Mark Knowles (1)                       | 24 tháng 6 năm 2002  | 18 tháng 8 năm 2002      | 8       | 8       |
| 42    | CAN       | Daniel Nestor (1)                      | 19 tháng 8 năm 2002  | 3 tháng 11 năm 2002      | 11      | 11      |
|       | BAH       | Mark Knowles (2)                       | 4 tháng 11 năm 2002  | 8 tháng 6 năm 2003       | 31      | 39      |
| 43    | BLR       | Max Mirnyi (1)                         | 9 tháng 6 năm 2003   | 7 tháng 9 năm 2003       | 13      | 13      |
| 44 45 | USA · USA | Bob Bryan (1) Mike Bryan (1)           | 8 tháng 9 năm 2003   | 19 tháng 10 năm 2003     | 6       | 6       |
|       | BLR       | Max Mirnyi (2)                         | 20 tháng 10 năm 2003 | 1 tháng 2 năm 2004       | 15      | 28      |
|       | USA · USA | Bob Bryan (2) Mike Bryan (2)           | 2 tháng 2 năm 2004   | 6 tháng 6 năm 2004       | 18      | 24      |
|       | SWE       | Jonas Björkman (2)                     | 7 tháng 6 năm 2004   | 12 tháng 9 năm 2004      | 14      | 43      |
|       | CAN       | Daniel Nestor (2)                      | 13 tháng 9 năm 2004  | 3 tháng 10 năm 2004      | 3       | 14      |
|       | CAN · BAH | Daniel Nestor (2) Mark Knowles (3)     | 4 tháng 10 năm 2004  | 27 tháng 2 năm 2005      | 21      | 35 60   |
|       | SWE       | Jonas Björkman (3)                     | 28 tháng 2 năm 2005  | 20 tháng 3 năm 2005      | 3       | 46      |
|       | CAN · BAH | Daniel Nestor (3) Mark Knowles (4)     | 21 tháng 3 năm 2005  | 24 tháng 4 năm 2005      | 5       | 40 65   |
|       | SWE       | Jonas Björkman (4)                     | 25 tháng 4 năm 2005  | 6 tháng 11 năm 2005      | 28      | 74      |
|       | USA · USA | Bob Bryan (3) Mike Bryan (3)           | 7 tháng 11 năm 2005  | 28 tháng 1 năm 2007      | 64      | 88      |
|       | BLR       | Max Mirnyi (3)                         | 29 tháng 1 năm 2007  | 15 tháng 4 năm 2007      | 11      | 39      |
|       | USA · USA | Bob Bryan (4) Mike Bryan (4)           | 16 tháng 4 năm 2007  | 6 tháng 7 năm 2008       | 64      | 152     |
|       | CAN       | Daniel Nestor (4)                      | 7 tháng 7 năm 2008   | 7 tháng 9 năm 2008       | 9       | 49      |
|       | USA · USA | Bob Bryan (5) Mike Bryan (5)           | 8 tháng 9 năm 2008   | 19 tháng 10 năm 2008     | 6       | 158     |
|       | CAN       | Daniel Nestor (5)                      | 20 tháng 10 năm 2008 | 2 tháng 11 năm 2008      | 2       | 51      |
|       | USA · USA | Bob Bryan (6) Mike Bryan (6)           | 3 tháng 11 năm 2008  | 16 tháng 11 năm 2008     | 2       | 160     |
| 46    | SRB       | Nenad Zimonjić (1)                     | 17 tháng 11 năm 2008 | 1 tháng 2 năm 2009       | 11      | 11      |
|       | USA · USA | Bob Bryan (7) Mike Bryan (7)           | 2 tháng 2 năm 2009   | 17 tháng 5 năm 2009      | 15      | 175     |
|       | CAN · SRB | Daniel Nestor (6) Nenad Zimonjić (2)   | 18 tháng 5 năm 2009  | 7 tháng 6 năm 2009       | 3       | 54 14   |
|       | USA · USA | Bob Bryan (8) Mike Bryan (8)           | 8 tháng 6 năm 2009   | 13 tháng 9 năm 2009      | 14      | 189     |
|       | CAN · SRB | Daniel Nestor (7) Nenad Zimonjić (3)   | 14 tháng 9 năm 2009  | 29 tháng 11 năm 2009     | 11      | 65 25   |
|       | USA · USA | Bob Bryan (9) Mike Bryan (9)           | 30 tháng 11 năm 2009 | 31 tháng 1 năm 2010      | 9       | 198     |
|       | CAN · SRB | Daniel Nestor (8) Nenad Zimonjić (4)   | 1 tháng 2 năm 2010   | 16 tháng 5 năm 2010      | 15      | 80 40   |
|       | USA · USA | Bob Bryan (10) Mike Bryan (10)         | 17 tháng 5 năm 2010  | 6 tháng 6 năm 2010       | 3       | 201     |
|       | CAN · SRB | Daniel Nestor (9) Nenad Zimonjić (5)   | 7 tháng 6 năm 2010   | 15 tháng 8 năm 2010      | 10      | 90 50   |
|       | USA · USA | Bob Bryan (11) Mike Bryan (11)         | 16 tháng 8 năm 2010  | 6 tháng 5 năm 2012       | 90      | 291     |
|       | CAN · BLR | Daniel Nestor (10) Max Mirnyi (4)      | 7 tháng 5 năm 2012   | 9 tháng 9 năm 2012       | 18      | 108 57  |
|       | USA · USA | Bob Bryan (12) Mike Bryan (12)         | 10 tháng 9 năm 2012  | 4 tháng 11 năm 2012      | 8       | 299     |
|       | USA       | Mike Bryan (12)                        | 5 tháng 11 năm 2012  | 24 tháng 2 năm 2013      | 16      | 315     |
|       | USA · USA | Mike Bryan (12) Bob Bryan (13)         | 25 tháng 2 năm 2013  | 25 tháng 10 năm 2015     | 139 ↑   | 454 438 |
|       | USA       | Bob Bryan (13)                         | 26 tháng 10 năm 2015 | 1 tháng 11 năm 2015      | 1       | 439     |
| 47    | BRA       | Marcelo Melo (1)                       | 2 tháng 11 năm 2015  | 3 tháng 4 năm 2016       | 22      | 22      |
| 48    | GBR       | Jamie Murray (1)                       | 4 tháng 4 năm 2016   | 8 tháng 5 năm 2016       | 5       | 5       |
|       | BRA       | Marcelo Melo (2)                       | 9 tháng 5 năm 2016   | 5 tháng 6 năm 2016       | 4       | 26      |
| 49    | FRA       | Nicolas Mahut (1)                      | 6 tháng 6 năm 2016   | 12 tháng 6 năm 2016      | 1       | 1       |
|       | GBR       | Jamie Murray (2)                       | 13 tháng 6 năm 2016  | 10 tháng 7 năm 2016      | 4       | 9       |
|       | FRA       | Nicolas Mahut (2)                      | 11 tháng 7 năm 2016  | 2 tháng 4 năm 2017       | 38      | 39      |
| 50    | FIN       | Henri Kontinen (1)                     | 3 tháng 4 năm 2017   | 16 tháng 7 năm 2017      | 15      | 15      |
|       | BRA       | Marcelo Melo (3)                       | 17 tháng 7 năm 2017  | 20 tháng 8 năm 2017      | 5       | 31      |
|       | FIN       | Henri Kontinen (2)                     | 21 tháng 8 năm 2017  | 5 tháng 11 năm 2017      | 11      | 26      |
|       | BRA       | Marcelo Melo (4)                       | 6 tháng 11 năm 2017  | 7 tháng 1 năm 2018       | 9       | 40      |
| 51    | BRA · POL | Marcelo Melo (4) Łukasz Kubot (1)      | 8 tháng 1 năm 2018   | 29 tháng 4 năm 2018      | 16      | 56 16   |
|       | POL       | Łukasz Kubot (1)                       | 30 tháng 4 năm 2018  | 20 tháng 5 năm 2018      | 3       | 19      |
| 52    | CRO       | Mate Pavić (1)                         | 21 tháng 5 năm 2018  | ngày 15 tháng 7 năm 2018 | 8       | 8       |
|       | USA       | Mike Bryan (13)                        | 16 tháng 7 năm 2018  | Hiện tại                 | 1       | 455 ↑   |

Chú thích
| * | Vận động viên số 1 hiện tại(s) tính đến đến ngày 16 tháng 7 năm 2018 |
| ↑ | Kỷ lục tất cả thời gian                                              |

## Số tuần ở vị trí số 1

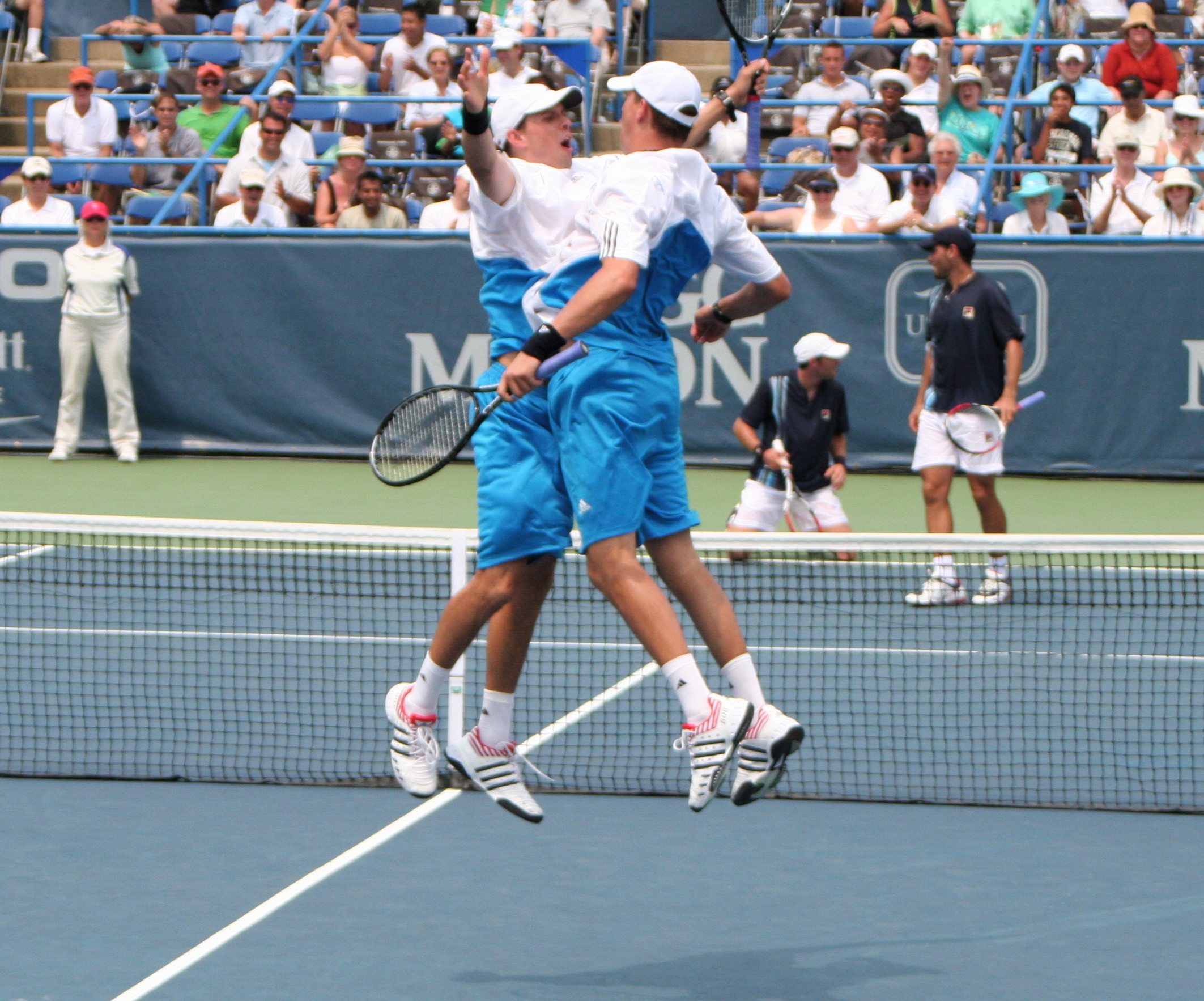
Bob và Mike Bryan đang giữ kỷ lục về ở vị trí số 1 nhiều tuần nhất.

| #   | Tay vợt                                   | Tổng số                                   |                                           |
| --- | ----------------------------------------- | ----------------------------------------- | ----------------------------------------- |
| 1.  | Mike Bryan                                | 455                                       |                                           |
| 2.  | Bob Bryan                                 | 439                                       |                                           |
| 3.  | John McEnroe                              | 269                                       |                                           |
| 4.  | Todd Woodbridge                           | 204                                       |                                           |
| 5.  | Daniel Nestor                             | 108                                       |                                           |
| 6.  | Anders Järryd                             | 107                                       |                                           |
| 7.  | Frew McMillan                             | 85                                        |                                           |
| 8.  | Mark Woodforde                            | 83                                        |                                           |
| 9.  | Jonas Björkman                            | 74                                        |                                           |
| 10. | Paul Haarhuis                             | 71                                        |                                           |
| 11. | Raúl Ramírez                              | 67                                        |                                           |
| 12. | Mark Knowles                              | 65                                        |                                           |
| 13. | Jacco Eltingh                             | 63                                        |                                           |
| 14. | Robert Seguso                             | 62                                        |                                           |
| 15. | Max Mirnyi                                | 57                                        |                                           |
| 16. | Marcelo Melo                              | 56                                        |                                           |
| 17. | Nenad Zimonjić                            | 50                                        |                                           |
| 18. | John Fitzgerald                           | 40                                        |                                           |
| 19. | Leander Paes                              | 39                                        |                                           |
| 19. | Nicolas Mahut                             | 39                                        |                                           |
| 21. | Tomáš Šmíd                                | 34                                        |                                           |
| 22. | Danie Visser                              | 27                                        |                                           |
| 23. | Jim Pugh                                  | 26                                        |                                           |
| 23. | Henri Kontinen                            | 26                                        |                                           |
| 25. | David Pate                                | 25                                        |                                           |
| 26. | Donald Johnson                            | 20                                        |                                           |
| 27. | Pieter Aldrich                            | 19                                        |                                           |
| 27. | Yannick Noah                              | 19                                        |                                           |
| 27. | Łukasz Kubot                              | 19                                        |                                           |
| 30. | Jared Palmer                              | 17                                        |                                           |
| 30. | Grant Connell                             | 17                                        |                                           |
| 32. | Stefan Edberg                             | 15                                        |                                           |
| 33. | Richey Reneberg                           | 13                                        |                                           |
| 33. | Jim Grabb                                 | 13                                        |                                           |
| 33. | Andrés Gómez                              | 13                                        |                                           |
| 36. | Peter Fleming                             | 11                                        |                                           |
| 36. | Tom Okker                                 | 11                                        |                                           |
| 38. | Rick Leach                                | 9                                         |                                           |
| 38. | Jamie Murray                              | 9                                         |                                           |
| 40. | Byron Black                               | 8                                         |                                           |
| 40. | Stan Smith                                | 8                                         |                                           |
| 40. | Mate Pavić                                | 8                                         |                                           |
| 43. | Slobodan Živojinović                      | 7                                         |                                           |
| 44. | Jonathan Stark                            | 6                                         |                                           |
| 44. | Emilio Sánchez                            | 6                                         |                                           |
| 44. | Bob Hewitt                                | 6                                         |                                           |
| 47. | Alex O'Brien                              | 5                                         |                                           |
| 47. | Ken Flach                                 | 5                                         |                                           |
| 49. | Mahesh Bhupathi                           | 4                                         |                                           |
| 49. | Patrick Galbraith                         | 4                                         |                                           |
| 51. | Paul McNamee                              | 3                                         |                                           |
| 52. | Kelly Jones                               | 1                                         |                                           |
| *   | tay vợt hiện đang đánh - số 1 được in đậm | tay vợt hiện đang đánh - số 1 được in đậm | tay vợt hiện đang đánh - số 1 được in đậm |

| #   | Tay vợt                    | Tổng số                    |                            |
| --- | -------------------------- | -------------------------- | -------------------------- |
| 1.  | Mike Bryan (1)             | 163                        |                            |
| 2.  | Bob Bryan (1)              | 140                        |                            |
| 3.  | Todd Woodbridge (1)        | 125                        |                            |
| 4.  | John McEnroe (1)           | 108                        |                            |
| 5.  | John McEnroe (2)           | 97                         |                            |
| 6.  | Bob Bryan (2)              | 90                         |                            |
| 6.  | Mike Bryan (2)             | 90                         |                            |
| 8.  | Frew McMillan (1)          | 80                         |                            |
| 9.  | Bob Bryan (3)              | 64                         |                            |
| 9.  | Mike Bryan (3)             | 64                         |                            |
| 9.  | Bob Bryan (4)              | 64                         |                            |
| 9.  | Mike Bryan (4)             | 64                         |                            |
| 13. | Raúl Ramírez (1)           | 54                         |                            |
| 14. | Mark Woodforde (1)         | 52                         |                            |
| 15. | Anders Järryd (1)          | 47                         |                            |
| 16. | Jacco Eltingh (1)          | 44                         |                            |
| 17. | Leander Paes (1)           | 39                         |                            |
| 18. | Nicolas Mahut (1)          | 38                         |                            |
| 19. | Tomáš Šmíd (1)             | 34                         |                            |
| 20. | John McEnroe (3)           | 33                         |                            |
| 20. | John Fitzgerald (1)        | 33                         |                            |
| *   | chuỗi hiện tại được in đậm | chuỗi hiện tại được in đậm | chuỗi hiện tại được in đậm |

tính đến  ngày 16 tháng 7 năm 2018

### Số tuần ở vị trí số 1 theo quốc gia
| #   | Quốc gia        | # của tay vợt | # của tuần | Tay vợt |
| --- | --------------- | ------------- | ---------- | --- |
| 1.  | Hoa Kỳ          | 18            | 1388       | John McEnroe, Stan Smith, Peter Fleming, Robert Seguso, Ken Flach, Jim Grabb, Jim Pugh, Rick Leach, David Pate, Kelly Jones, Richey Reneberg, Patrick Galbraith, Jonathan Stark, Jared Palmer, Alex O'Brien, Donald Johnson, Bob Bryan, Mike Bryan |
| 2.  | Úc              | 4             | 330        | Paul McNamee, John Fitzgerald, Todd Woodbridge, Mark Woodforde |
| 3.  | Thụy Điển       | 3             | 196        | Anders Järryd, Stefan Edberg, Jonas Björkman |
| 4.  | Hà Lan          | 3             | 145        | Tom Okker, Paul Haarhuis, Jacco Eltingh |
| 5.  | South Africa    | 4             | 137        | Bob Hewitt, Frew McMillan, Danie Visser, Pieter Aldrich |
| 6.  | Canada          | 2             | 125        | Grant Connell, Daniel Nestor |
| 7.  | México          | 1             | 67         | Raúl Ramírez |
| 8.  | Bahamas         | 1             | 65         | Mark Knowles |
| 9.  | Pháp            | 2             | 58         | Yannick Noah, Nicolas Mahut |
| 10. | Nam Tư · Serbia | 2             | 57         | Slobodan Živojinović, Nenad Zimonjić |
| 10. | Belarus         | 1             | 57         | Max Mirnyi |
| 12. | Brasil          | 1             | 56         | Marcelo Melo |
| 13. | Ấn Độ           | 2             | 43         | Mahesh Bhupathi, Leander Paes |
| 14. | Tiệp Khắc       | 1             | 34         | Tomáš Šmíd |
| 15. | Phần Lan        | 1             | 26         | Henri Kontinen |
| 16. | Ba Lan          | 1             | 19         | Łukasz Kubot |
| 17. | Ecuador         | 1             | 13         | Andrés Gómez |
| 18. | Anh Quốc        | 1             | 9          | Jamie Murray |
| 19. | Zimbabwe        | 1             | 8          | Byron Black |
| 19. | Croatia         | 1             | 8          | Mate Pavić |
| 21. | Tây Ban Nha     | 1             | 6          | Emilio Sánchez |

Vào ngày 16 tháng 7 năm 2018.
Vận động viên số 1 hiện tại(s) được in đậm.

## Số 1 cuối năm
The year-end No. 1 ranked player is determined based on the ATP rankings following the completion of the final tournament of the calendar year. For doubles, two rankings are maintained, one for the individual player or players with the most points, and one for the team with the most points at the end of the season.
Chú thích
| (1) | Cumulative number of times as year-end number 1        |
|     | Ranked number 1 during every week of the calendar year |

| Quốc gia | Tay vợt         | Lần số 1 |
| -------- | --------------- | -------- |
| USA      | Mike Bryan      | 9        |
| USA      | Bob Bryan       | 8        |
| USA      | John McEnroe    | 5        |
| AUS      | Mark Woodforde  | 3        |
| AUS      | Todd Woodbridge | 3        |
| RSA      | Frew McMillan   | 2        |
| USA      | Robert Seguso   | 2        |
| SWE      | Anders Järryd   | 2        |
| BAH      | Mark Knowles    | 2        |
| BRA      | Marcelo Melo    | 2        |
| MEX      | Raúl Ramírez    | 1        |
| TCH      | Tomáš Šmíd      | 1        |
| ECU      | Andrés Gómez    | 1        |
| RSA      | Pieter Aldrich  | 1        |
| RSA      | Danie Visser    | 1        |
| AUS      | John Fitzgerald | 1        |
| CAN      | Grant Connell   | 1        |
| NED      | Paul Haarhuis   | 1        |
| NED      | Jacco Eltingh   | 1        |
| IND      | Leander Paes    | 1        |
| SWE      | Jonas Björkman  | 1        |
| BLR      | Max Mirnyi      | 1        |
| CAN      | Daniel Nestor   | 1        |
| SRB      | Nenad Zimonjić  | 1        |
| FRA      | Nicolas Mahut   | 1        |

| Năm  | Tay vợt                                  | Đội                                       |
| ---- | ---------------------------------------- | ----------------------------------------- |
| 1976 | Raúl Ramírez (1)                         |                                           |
| 1977 | Frew McMillan (1)                        |                                           |
| 1978 | Frew McMillan (2)                        |                                           |
| 1979 | John McEnroe (1)                         |                                           |
| 1980 | John McEnroe (2)                         |                                           |
| 1981 | John McEnroe (3)                         |                                           |
| 1982 | John McEnroe (4)                         |                                           |
| 1983 | John McEnroe (5)                         | Peter Fleming (1) / John McEnroe (1)      |
| 1984 | Tomáš Šmíd (1)                           | Mark Edmondson (1) / Sherwood Stewart (1) |
| 1985 | Robert Seguso (1)                        | Ken Flach (1) / Robert Seguso (1)         |
| 1986 | Andrés Gómez (1)                         | Hans Gildemeister (1) / Andrés Gómez (1)  |
| 1987 | Robert Seguso (2)                        | Sergio Casal (1) / Emilio Sánchez (1)     |
| 1988 | Anders Järryd (1)                        | Robert Leach (1) / Jim Pugh (1)           |
| 1989 | Anders Järryd (2)                        | Robert Leach (2) / Jim Pugh (2)           |
| 1990 | Pieter Aldrich (1) & Danie Visser (1)    | Pieter Aldrich (1) / Danie Visser (1)     |
| 1991 | John Fitzgerald (1)                      | John Fitzgerald (1) / Anders Järryd (1)   |
| 1992 | Mark Woodforde (1)                       | Mark Woodforde (1) / Todd Woodbridge (1)  |
| 1993 | Grant Connell (1)                        | Grant Connell (1) / Patrick Galbraith (1) |
| 1994 | Paul Haarhuis (1)                        | Jacco Eltingh (1) / Paul Haarhuis (1)     |
| 1995 | Todd Woodbridge (1)                      | Mark Woodforde (2) / Todd Woodbridge (2)  |
| 1996 | Todd Woodbridge (2) & Mark Woodforde (2) | Mark Woodforde (3) / Todd Woodbridge (3)  |
| 1997 | Todd Woodbridge (3)                      | Mark Woodforde (4) / Todd Woodbridge (4)  |
| 1998 | Jacco Eltingh (1)                        | Jacco Eltingh (2) / Paul Haarhuis (2)     |
| 1999 | Leander Paes (1)                         | Mahesh Bhupathi (1) / Leander Paes (1)    |
| 2000 | Mark Woodforde (3)                       | Mark Woodforde (5) / Todd Woodbridge (5)  |
| 2001 | Jonas Björkman (1)                       | Jonas Björkman (1) / Todd Woodbridge (6)  |
| 2002 | Mark Knowles (1)                         | Mark Knowles (1) / Daniel Nestor (1)      |
| 2003 | Max Mirnyi (1)                           | Bob Bryan (1) / Mike Bryan (1)            |
| 2004 | Mark Knowles (2) & Daniel Nestor (1)     | Mark Knowles (2) / Daniel Nestor (2)      |
| 2005 | Bob Bryan (1) & Mike Bryan (1)           | Bob Bryan (2) / Mike Bryan (2)            |
| 2006 | Bob Bryan (2) & Mike Bryan (2)           | Bob Bryan (3) / Mike Bryan (3)            |
| 2007 | Bob Bryan (3) & Mike Bryan (3)           | Bob Bryan (4) / Mike Bryan (4)            |
| 2008 | Nenad Zimonjić (1)                       | Daniel Nestor (3) / Nenad Zimonjić (1)    |
| 2009 | Bob Bryan (4) & Mike Bryan (4)           | Bob Bryan (5) / Mike Bryan (5)            |
| 2010 | Bob Bryan (5) & Mike Bryan (5)           | Bob Bryan (6) / Mike Bryan (6)            |
| 2011 | Bob Bryan (6) & Mike Bryan (6)           | Bob Bryan (7) / Mike Bryan (7)            |
| 2012 | Mike Bryan (7)                           | Bob Bryan (8) / Mike Bryan (8)            |
| 2013 | Bob Bryan (7) & Mike Bryan (8)           | Bob Bryan (9) / Mike Bryan (9)            |
| 2014 | Bob Bryan (8) & Mike Bryan (9)           | Bob Bryan (10) / Mike Bryan (10)          |
| 2015 | Marcelo Melo (1)                         | Jean-Julien Rojer (1) / Horia Tecau (1)   |
| 2016 | Nicolas Mahut (1)                        | Jamie Murray (1) / Bruno Soares (1)       |
| 2017 | Marcelo Melo (2)                         | Łukasz Kubot (1) / Marcelo Melo (1)       |

### Players who were ranked World No. 1 without having won a Grand Slam tournament
| Player            | Date of first No. 1 position | First Grand Slam final reached       | First Grand Slam title          |
| ----------------- | ---------------------------- | ------------------------------------ | ------------------------------- |
| Stefan Edberg     | ngày 9 tháng 6 năm 1986      | 1984 US Open (September, 1984)       | 1987 Australian Open (1st of 3) |
| David Pate        | ngày 14 tháng 1 năm 1991     | 1991 Australian Open (January, 1991) | 1991 Australian Open (1st of 1) |
| Kelly Jones       | ngày 12 tháng 10 năm 1992    | 1992 Australian Open (January, 1992) | none (retired in 1998)          |
| Patrick Galbraith | ngày 18 tháng 10 năm 1993    | 1993 Wimbledon (July, 1993)          | none (retired in 1999)          |
| Grant Connell     | ngày 15 tháng 11 năm 1993    | 1990 Australian Open (January, 1990) | none (retired in 1997)          |
| Byron Black       | ngày 14 tháng 2 năm 1994     | 1994 Australian Open (January, 1994) | 1994 French Open (1st of 1)     |